# Rempart de Bois Blanc
Le rempart de Bois Blanc est un rempart montagneux du massif du Piton de la Fournaise, dans le sud-est de l'île de La Réunion. Il marque la limite nord et nord-est de l'Enclos Fouqué, la dernière caldeira formée par le piton de la Fournaise, soit le volcan actif de ce département d'outre-mer français dans l'océan Indien. Nommé en référence au site de Bois Blanc, à qui il fournit sa limite méridionale, il s'élève peu à peu à compter de la côte pour culminer à 2 075 mètres au Nez Coupé de Sainte-Rose, où il se poursuit sous le nom différent de rempart de Bellecombe, lui-même prolongé par le rempart du Tremblet. Ce faisant, il suit une direction est-ouest dans la partie sud du territoire communal de Sainte-Rose en surplombant respectivement le Grand Brûlé, les Grandes Pentes et la plaine des Osmondes, qui commence à partir du piton de Jouvancourt.